# Тај дуги, дуги пут
„Тај дуги, дуги пут” је југословенски ТВ филм из 1965. године. Режирала га је Љиљана Билуш а сценарио је написла Зора Дирнбах.

## Улоге
| Глумац         | Улога |
| -------------- | ----- |
| Љиљана Крстић  |       |
| Тамара Милетић |       |
| Драго Митровић |       |